# IHF-Pokal 1985/86
Der IHF-Pokal 1985/86 war die 5. Austragung des IHF-Pokals, eines Europapokalwettbewerbs für Handballvereine. Es nahmen 23 Handball-Vereinsmannschaften teil, die sich in der vorangegangenen Saison in ihren Heimatländern für den Wettbewerb qualifizieren konnten. Im Finale setzte sich der ungarische Vertreter Rába Vasas ETO Győr gegen den spanischen Teilnehmer CB Tecnisa Alicante durch (23:17, 20:24).

## Ausscheidungsrunde
|                    | Gesamt      |                        | Hinspiel | Rückspiel |
| ------------------ | ----------- | ---------------------- | -------- | --------- |
| Valur Reykjavík    | 42:38       | Kolbotn IL             | 20:18    | 22:20     |
| Sjundeå IF         | 31:49       | Virum-Sorgenfri HK     | 14:20    | 17:29     |
| HV Sittardia       | (A)44:44(A) | Stella Sports St. Maur | 27:23    | 17:21     |
| Pallamano Scafati  | 56:49       | Maccabi Petach Tikwa   | 33:26    | 23:23     |
| HC Berchem         | 24:46       | RTV 1879 Basel         | 14:23    | 10:23     |
| Athinaikos Athen   | 27:65       | VIF G. Dimitrov Sofia  | 18:31    | 09:34     |
| Simtel Spor Külübü | 34:53       | Rába Vasas ETO Győr    | 17:22    | 17:31     |

Die übrigen Vereine (Sporting Neerpelt, THW Kiel, SC Dynamo Berlin, Proleter Naftagas Zrenjanin, ASKÖ Linz, Politehnica Timișoara, LUGI HF, CB Tecnisa Alicante und HT Tatran Prešov) zogen durch ein Freilos automatisch ins Achtelfinale ein.

## Achtelfinale
|                       | Gesamt |                             | Hinspiel | Rückspiel |
| --------------------- | ------ | --------------------------- | -------- | --------- |
| RTV 1879 Basel        | 43:56  | Rába Vasas ETO Győr         | 25:28    | 18:28     |
| Sporting Neerpelt     | 41:45  | Proleter Naftagas Zrenjanin | 24:24    | 17:21     |
| LUGI HF               | 42:34  | Valur Reykjavík             | 15:15    | 27:19     |
| CB Tecnisa Alicante   | 49:40  | Stella Sports St. Maur      | 27:17    | 22:23     |
| Virum-Sorgenfri HK    | 48:46  | Pallamano Scafati           | 26:21    | 22:25     |
| SC Dynamo Berlin      | 47:31  | ASKÖ Linz                   | 26:19    | 21:12     |
| Politehnica Timișoara | 37:38  | HT Tatran Prešov            | 19:19    | 18:19     |
| VIF G. Dimitrov Sofia | 38:43  | THW Kiel                    | 19:19    | 19:24     |

## Viertelfinale
|                     | Gesamt      |                             | Hinspiel | Rückspiel |
| ------------------- | ----------- | --------------------------- | -------- | --------- |
| Rába Vasas ETO Győr | 44:42       | HT Tatran Prešov            | 23:18    | 21:24     |
| Virum-Sorgenfri HK  | 37:39       | CB Tecnisa Alicante         | 21:20    | 16:19     |
| THW Kiel            | (A)49:49(A) | Proleter Naftagas Zrenjanin | 31:26    | 18:23     |
| SC Dynamo Berlin    | (A)43:43(A) | LUGI HF                     | 25:22    | 18:21     |

## Halbfinale
|                     | Gesamt |                             | Hinspiel | Rückspiel |
| ------------------- | ------ | --------------------------- | -------- | --------- |
| Rába Vasas ETO Győr | 52:44  | Proleter Naftagas Zrenjanin | 30:19    | 22:25     |
| CB Tecnisa Alicante | 53:40  | LUGI HF                     | 24:13    | 29:27     |

## Finale
Das Hinspiel fand am 3. Mai 1986 in der Magvassy Mihály Sportcsarnok von Győr und das Rückspiel am 10. Mai 1986 im Pabellón Pitiu Rochel von Alicante statt.
|                     | Gesamt |                     | Hinspiel | Rückspiel |
| ------------------- | ------ | ------------------- | -------- | --------- |
| Rába Vasas ETO Győr | 43:41  | CB Tecnisa Alicante | 23:17    | 20:24     |

### Hinspiel
| Rába Vasas ETO Győr | Rába Vasas ETO Győr | CB Tecnisa Alicante | CB Tecnisa Alicante |
| | Samstag, 3. Mai 1986 in Győr (Magvassy Mihály Sportcsarnok) Ergebnis: 23:17 (14:9) Zuschauer: 1.200 Schiedsrichter: Günther Heuchert, Volker Norek ( BR Deutschland)                                                                   |                     |                     |
| Tibor Oross, Zsolt Horváth – László Tóth (2), Zoltán Kádár (11), Mihály Iváncsik (3), László Polgár (3), István Deáki, Zoltán Vesztergom, Attila Domonkos, Ottó Csicsai (4), Imre Balogh Trainer: Tibor Szaló | Juan Pedro de Miguel, Cremandes – Javier Cabanas (2), José Ignacio Novoa (3), Mario Hernández, José Luís Soriano (1), Juan Francisco Muñoz (8), Manuel Cañadilla, Jørgen Gluver, Bartual, Gregorio López Trainer: César Argilés Blasco |                     |                     |
| Deáki (2×), Vesztergom (2×), Balogh | Hernández (2×), Novoa, Soriano, Muñoz, Gluver |                     |                     |

### Rückspiel
| CB Tecnisa Alicante | CB Tecnisa Alicante | Rába Vasas ETO Győr | Rába Vasas ETO Győr |
| | Samstag, 10. Mai 1986 in Alicante (Pabellón Pitiu Rochel) Ergebnis: 24:20 (14:10) Zuschauer: 2.500 Schiedsrichter: Terje Anthonsen, Øivind Bolstad ( Norwegen)                                                   |                     |                     |
| Juan Pedro de Miguel, Cremandes – Javier Cabanas (9), Juan Francisco Alemany (4), Manuel Cañadilla (2), Jørgen Gluver (2), Gomez, Mario Hernández (1), Gregorio López, Juan Francisco Muñoz (2), José Ignacio Novoa (2), José Luís Soriano (2) Trainer: César Argilés Blasco | Tibor Oross, Zsolt Horváth – László Tóth (4), Zoltán Kádár (9), Mihály Iváncsik (1), László Polgár (3), István Deáki, Zoltán Vesztergom (1), Attila Domonkos, Ottó Csicsai (2), Imre Balogh Trainer: Tibor Szaló |                     |                     |
| Gluver, Muñoz | Deáki (2×), Vesztergom (2×), Polgár |                     |                     |